# NGC 5518
NGC 5518 (również PGC 50817) – galaktyka eliptyczna (E-S0), znajdująca się w gwiazdozbiorze Wolarza. Odkrył ją Édouard Jean-Marie Stephan 10 maja 1882 roku. Jest to galaktyka z aktywnym jądrem typu LINER.